# Władcy Trawunii
Lista władców Trawunii: 
- Belaes
- ok. 850 : Kraina
- Chwalimir
- Tiszimir
- ok. 993-999 : Jan Włodzimierz
- ok. 993-1018 : Dragimir
- po 1018 pod władzą kolejno Bizancjum, Zahumla, Zety i Raszki